# Сан-Вісенте (Сан-Паулу)
Сан-Вісенті (порт. São Vicente) — місто і муніципалітет у бразильському штаті Сан-Паулу. Його населення становить 328 тис. осіб (2008 рік, IBGE), муніципалітет займає площу 148 км². Місто, засноване в 1532 році, було першим постійним португальським поселенням в Південній Америці та столицею Капітанства Сан-Вісенті. Зараз воно є переважно спальним районом міста Сантус.
| Бразилія | Це незавершена стаття з географії Бразилії. Ви можете допомогти проєкту, виправивши або дописавши її. |